# Amphipappus fremontii
Amphipappus fremontii là một loài thực vật có hoa trong họ Cúc. Loài này được Torr. & A.Gray mô tả khoa học đầu tiên năm 1845.